# Subdirecció General d'Arxius i Gestió Documental
La Subdirecció General d'Arxius i Gestió Documental depèn de Direcció General de Patrimoni Cultural de la Generalitat de Catalunya, i és l'òrgan que actua com a referent per a la resta de departaments en l'aplicació de criteris en l'àmbit arxivístic i de la gestió documental.

## Història

### Creació de la Subdirecció General d'Arxius
La Subdirecció General d'Arxius es creà l'any 2004 amb el DECRET 201/2004, de 24 de febrer, de reestructuració parcial del Departament de Cultura. Llavors se li atorgaren les funcions de coordinació, supervisió i control de les actuacions administratives i de gestió de totes les unitats i els serveis adscrits a la Direcció General. A més del seguiment de la col·laboració i la interlocució amb tots els organismes i consorcis en què participa o dels quals forma part el Departament de Cultura en l'àmbit de les competències de la Direcció General, pel que fa a l'assignació i al seguiment dels recursos. També l'assessorament i suport a la Direcció General i la coordinació, supervisió i control de les actuacions que, en matèria específica d'arxius, tingués atribuïdes la Direcció General del Patrimoni Cultural, sens perjudici de les funcions que corresponen a l'Arxiu Nacional de Catalunya pel que fa a les competències que té atribuïdes. Dins de l'organigrama la Subdirecció General d'Arxius dependria del Servei d'Arxius i coordinaria l'actuació de l'Arxiu Nacional de Catalunya en l'àmbit de la conservació, tractament, restauració i gestió dels fons arxivístics.
Amb el DECRET 478/2004, de 28 de desembre, de reestructuració del Departament de Cultura. les funcions de la Subdirecció General d'Arxius serien:
- Coordinar el Sistema d'Arxius de Catalunya i elaborar propostes normatives en l'àmbit de la seva competència.
- Impulsar i coordinar la Xarxa d'Arxius Comarcals.
- Dirigir funcionalment els arxius centrals administratius de la Generalitat i impulsar-ne i coordinar-ne les actuacions.
- Impulsar l'acció del Consell Nacional d'Arxius i de la Comissió Nacional d'Accés, Avaluació i Tria Documental.
- Establir els programes d'actuació arxivística.
- Coordinar les funcions d'inspecció en relació amb aquesta matèria.

### Canvi de nom a Subdirecció General d'Arxius i Gestió Documental
El decret de reestructuració DECRET 271/2007, d'11 de desembre, de reestructuració del Departament de Cultura i Mitjans de Comunicació. anunciaria el canvi de nom de la Subdirecció General d'Arxius que passaria a denominar-se Subdirecció General d'Arxius i Gestió Documental, nomenant també a Ramon Alberch i Fugueras com a subdirector general d'Arxius a la RESOLUCIÓ CMC/1118/2008, de 3 d'abril, d'adaptació de nomenaments a la nova estructura del Departament de Cultura i Mitjans de Comunicació.. A més, indicaria que la missió de la Subdirecció General d'Arxius i Gestió Documental seria la de donar suport, coordinar, supervisar i controlar les actuacions que, d'acord amb la normativa vigent en matèria d'arxius, té atribuïdes la Direcció General del Patrimoni Cultural. Així les seves funcions passarien a ser:
- Coordinar el Sistema d'Arxius de Catalunya.
- Elaborar propostes normatives en l'àmbit de la seva competència.
- Establir els programes d'actuació arxivística.
- Impulsar i coordinar la Xarxa d'Arxius Comarcals.
- Dirigir funcionalment els arxius centrals administratius de la Generalitat i impulsar-ne i coordinar-ne les actuacions.
- Elaborar i garantir l'aplicació del Pla d'Actuació Arxivística.
- Impulsar l'acció del Consell Nacional d'Arxius i de la Comissió Nacional d'Accés, Avaluació i Tria Documental.
- Coordinar les funcions d'inspecció en relació amb aquesta matèria.
- Coordinar les funcions i activitats de la Subdirecció General amb les dels serveis territorials del Departament per a l'exercici, al seu àmbit territorial, de les competències que li són pròpies.
- Donar assistència i suport a la Direcció General en l'exercici de les seves funcions.

De la Subdirecció General d'Arxius en dependrien els òrgans següents:
- Servei de Coordinació General d'Arxius.
- Servei de Coordinació de Gestió Documental.

A més, coordinaria l'actuació de l'Arxiu Nacional de Catalunya en l'àmbit de la conservació, tractament, restauració i gestió dels fons arxivístics.

### Creació de la Subdirecció General d'Arxius i Museus
El 29 de març de 2011 el DECRET 304/2011, de 29 de març, de reestructuració del Departament de Cultura anuncià que la Subdirecció General d'Arxius passava a anomenar-se Subdirecció General d'Arxius i Museus, suprimint així els llocs de treball i òrgans de la Subdirecció General d'Arxius i Gestió Documental i del Servei de Coordinació de Gestió Documental. Aquesta nova subdirecció hauria de:
- Coordinar l'elaboració i execució de la planificació operativa de la Direcció General en els àmbits d'arxius, gestió documental, museus, col·leccions i patrimoni cultural moble.
- Dirigir i supervisar l'activitat dels serveis que en depenen.
- Coordinar l'elaboració de les propostes normatives en els seus àmbits d'actuació.
- Coordinar el Sistema d'Arxius de Catalunya, la Xarxa d'Arxius Comarcals i els arxius centrals administratius de la Generalitat.
- Impulsar i coordinar projectes relacionats amb l'aplicació de les tecnologies de la informació i la comunicació a l'àmbit de l'arxivística.
- Impulsar actuacions en matèria de museus, col·leccions, béns mobles, i coordinar la seva implementació.
- Proposar la incoació de procediments sancionadors en el seu àmbit d'actuació.
- Coordinar les funcions i activitats de la Subdirecció General amb les dels serveis territorials del Departament per a l'exercici, al seu àmbit territorial, de les competències que li són pròpies.
- Donar assistència i suport a la Direcció General en l'exercici de les seves funcions.

De la Subdirecció General d'Arxius i Museus dependrien els òrgans següents:
- El Servei de Coordinació General d'Arxius.
- La Secció d'Innovació Tecnològica i Gestió Documental.
- El Servei de Museus i Protecció de Béns Mobles.
- El Museu d'Art de Girona.

En el DECRET 164/2019, de 16 de juliol, de reestructuració del Departament de Cultura. se suprimirien els llocs de treball i els òrgans de la Sub-direcció General d'Arxius i Museus. El Servei de Coordinació General d'Arxius passaria a denominar-se Servei de Coordinació de la Xarxa d'Arxius Comarcals.

### Recuperació de la Subdirecció General d'Arxius i Gestió Documental
No seria fins al DECRET 110/2022, de 7 de juny, de reestructuració del Departament de Cultura. que la Direcció General del Patrimoni Cultural recuperaria en la seva estructura la nova Subdirecció General d'Arxius anomenant-la Subdirecció General d'Arxius i Gestió Documental, evidenciant així la rellevància de la gestió documental en el context dels arxius i la necessitat d'actuar com a referent per a la resta de departaments en l'aplicació de criteris en l'àmbit arxivístic i de la gestió documental. A la Subdirecció General d'Arxius i Gestió Documental correspondrien les següents funcions:
- Coordinar l'elaboració de propostes normatives i polítiques públiques sobre arxius i gestió documental i proporcionar l'assessorament tècnic en aquesta matèria al sector.
- Coordinar l'elaboració i execució del pressupost, l'impuls de les tecnologies de la informació i les propostes de convenis en el seu àmbit.
- Impulsar les mesures d'inspecció del sector.
- Coordinar, gestionar i, si escau, aplicar les accions acordades pels òrgans col·legiats del Sistema d'Arxius de Catalunya, comissions específiques o grups tècnics de treball.
- Coordinar les funcions i activitats de la Subdirecció General amb les dels serveis territorials del Departament per a l'exercici, en el seu àmbit territorial, de les competències que li són pròpies.
- Proposar l'establiment de mesures de protecció, foment i difusió del patrimoni documental, els arxius i la gestió de documents i coordinar-ne la implementació.
- Coordinar la participació de la Direcció General en organismes internacionals de l'àmbit de l'arxivística i la gestió documental.

Així, de la Subdirecció General d'Arxius i Gestió Documental en dependrien llavors:
- El Servei de Suport al Sistema d'Arxius de Catalunya.
- El Servei de Coordinació de la Xarxa d'Arxius Comarcals.

## Funcions actuals
Les funcions actuals de la Subdirecció General d'Arxius i Gestió Documental són les següents:
- Coordinar l'elaboració de propostes normatives i polítiques públiques sobre arxius i gestió documental i proporcionar l'assessorament tècnic en aquesta matèria al sector.
- Coordinar l'elaboració i execució del pressupost, l'impuls de les tecnologies de la informació i les propostes de convenis en el seu àmbit.
- Impulsar les mesures d'inspecció del sector.
- Coordinar, gestionar i, si escau, aplicar les accions acordades pels òrgans col·legiats del Sistema d'Arxius de Catalunya, comissions específiques o grups tècnics de treball.
- Coordinar les funcions i activitats de la Subdirecció General amb les dels serveis territorials del Departament per a l'exercici, en el seu àmbit territorial, de les competències que li són pròpies.
- Proposar l'establiment de mesures de protecció, foment i difusió del patrimoni documental, els arxius i la gestió de documents i coordinar-ne la implementació.
- Coordinar la participació de la Direcció General en organismes internacionals de l'àmbit de l'arxivística i la gestió documental.
- De la Subdirecció General d'Arxius i Gestió Documental en depenen:
  - Servei de Suport al Sistema d'Arxius de Catalunya
  - Servei de Coordinació de la Xarxa d'Arxius Comarcals

## Organigrama
La Subdirecció General d'Arxius i Gestió Documental és un dels tres òrgans de l'administració del Sistema d'Arxius de Catalunya, conjuntament amb la Comissió Nacional d'Accés, Avaluació i Tria Documental i el Consell Nacional d'Arxius, la qual depèn de la Direcció General del Patrimoni Cultural del Departament de Cultura de la Generalitat de Catalunya.
|  |  |  |  |                                    |                                    |                                    |                                    |                                                   |                                                   |                                                   |                                                   | Departament de Cultura de la Generalitat de Catalunya |                                                   |                                                  |                                                  |                                                      |                                                      |                                                      |                                                      |                                                        |                                                        |                                                        |                                                        |                                                        |                                                        |  |  |  |  |  |  |  |  |  |  |  |  |  |  |
|  |  |  |  |                                    |                                    |                                    |                                    |                                                   |                                                   |                                                   |                                                   |                                                       |                                                   |                                                  |                                                  |                                                      |                                                      |                                                      |                                                      |                                                        |                                                        |                                                        |                                                        |                                                        |                                                        |  |  |  |  |  |  |  |  |  |  |  |  |  |  |
|  |  |  |  |                                    |                                    |                                    |                                    |                                                   |                                                   |                                                   |                                                   |                                                       |                                                   |                                                  |                                                  |                                                      |                                                      |                                                      |                                                      |                                                        |                                                        |                                                        |                                                        |                                                        |                                                        |  |  |  |  |  |  |  |  |  |  |  |  |  |  |
|  |  |  |  |                                    |                                    |                                    |                                    | Consell Nacional d'Arxius                         | Consell Nacional d'Arxius                         | Consell Nacional d'Arxius                         | Consell Nacional d'Arxius                         | Consell Nacional d'Arxius                             | Consell Nacional d'Arxius                         |                                                  |                                                  | Direcció General del Patrimoni Cultural              | Direcció General del Patrimoni Cultural              | Direcció General del Patrimoni Cultural              | Direcció General del Patrimoni Cultural              | Direcció General del Patrimoni Cultural                | Direcció General del Patrimoni Cultural                |                                                        |                                                        |                                                        |                                                        |  |  |  |  |  |  |  |  |  |  |  |  |  |  |
|  |  |  |  |                                    |                                    |                                    |                                    | Consell Nacional d'Arxius                         | Consell Nacional d'Arxius                         | Consell Nacional d'Arxius                         | Consell Nacional d'Arxius                         | Consell Nacional d'Arxius                             | Consell Nacional d'Arxius                         |                                                  |                                                  | Direcció General del Patrimoni Cultural              | Direcció General del Patrimoni Cultural              | Direcció General del Patrimoni Cultural              | Direcció General del Patrimoni Cultural              | Direcció General del Patrimoni Cultural                | Direcció General del Patrimoni Cultural                |                                                        |                                                        |                                                        |                                                        |  |  |  |  |  |  |  |  |  |  |  |  |  |  |
|  |  |  |  |                                    |                                    |                                    |                                    |                                                   |                                                   |                                                   |                                                   |                                                       |                                                   |                                                  |                                                  |                                                      |                                                      |                                                      |                                                      |                                                        |                                                        |                                                        |                                                        |                                                        |                                                        |  |  |  |  |  |  |  |  |  |  |  |  |  |  |
|  |  |  |  |                                    |                                    |                                    |                                    |                                                   |                                                   |                                                   |                                                   | Subdirecció General d'Arxius i Gestió Documental      | Subdirecció General d'Arxius i Gestió Documental  | Subdirecció General d'Arxius i Gestió Documental | Subdirecció General d'Arxius i Gestió Documental | Subdirecció General d'Arxius i Gestió Documental     | Subdirecció General d'Arxius i Gestió Documental     |                                                      |                                                      | Comissió Nacional d'Accés, Avaluació i Tria Documental | Comissió Nacional d'Accés, Avaluació i Tria Documental | Comissió Nacional d'Accés, Avaluació i Tria Documental | Comissió Nacional d'Accés, Avaluació i Tria Documental | Comissió Nacional d'Accés, Avaluació i Tria Documental | Comissió Nacional d'Accés, Avaluació i Tria Documental |  |  |  |  |  |  |  |  |  |  |  |  |  |  |
|  |  |  |  |                                    |                                    |                                    |                                    |                                                   |                                                   |                                                   |                                                   | Subdirecció General d'Arxius i Gestió Documental      | Subdirecció General d'Arxius i Gestió Documental  | Subdirecció General d'Arxius i Gestió Documental | Subdirecció General d'Arxius i Gestió Documental | Subdirecció General d'Arxius i Gestió Documental     | Subdirecció General d'Arxius i Gestió Documental     |                                                      |                                                      | Comissió Nacional d'Accés, Avaluació i Tria Documental | Comissió Nacional d'Accés, Avaluació i Tria Documental | Comissió Nacional d'Accés, Avaluació i Tria Documental | Comissió Nacional d'Accés, Avaluació i Tria Documental | Comissió Nacional d'Accés, Avaluació i Tria Documental | Comissió Nacional d'Accés, Avaluació i Tria Documental |  |  |  |  |  |  |  |  |  |  |  |  |  |  |
|  |  |  |  |                                    |                                    |                                    |                                    |                                                   |                                                   |                                                   |                                                   |                                                       |                                                   |                                                  |                                                  |                                                      |                                                      |                                                      |                                                      |                                                        |                                                        |                                                        |                                                        |                                                        |                                                        |  |  |  |  |  |  |  |  |  |  |  |  |  |  |
|  |  |  |  |                                    |                                    |                                    |                                    | Servei de Suport al Sistema d'Arxius de Catalunya | Servei de Suport al Sistema d'Arxius de Catalunya | Servei de Suport al Sistema d'Arxius de Catalunya | Servei de Suport al Sistema d'Arxius de Catalunya | Servei de Suport al Sistema d'Arxius de Catalunya     | Servei de Suport al Sistema d'Arxius de Catalunya |                                                  |                                                  | Servei de Coordinació de la Xarxa d'Arxius Comarcals | Servei de Coordinació de la Xarxa d'Arxius Comarcals | Servei de Coordinació de la Xarxa d'Arxius Comarcals | Servei de Coordinació de la Xarxa d'Arxius Comarcals | Servei de Coordinació de la Xarxa d'Arxius Comarcals   | Servei de Coordinació de la Xarxa d'Arxius Comarcals   |                                                        |                                                        |                                                        |                                                        |  |  |  |  |  |  |  |  |  |  |  |  |  |  |
|  |  |  |  |                                    |                                    |                                    |                                    | Servei de Suport al Sistema d'Arxius de Catalunya | Servei de Suport al Sistema d'Arxius de Catalunya | Servei de Suport al Sistema d'Arxius de Catalunya | Servei de Suport al Sistema d'Arxius de Catalunya | Servei de Suport al Sistema d'Arxius de Catalunya     | Servei de Suport al Sistema d'Arxius de Catalunya |                                                  |                                                  | Servei de Coordinació de la Xarxa d'Arxius Comarcals | Servei de Coordinació de la Xarxa d'Arxius Comarcals | Servei de Coordinació de la Xarxa d'Arxius Comarcals | Servei de Coordinació de la Xarxa d'Arxius Comarcals | Servei de Coordinació de la Xarxa d'Arxius Comarcals   | Servei de Coordinació de la Xarxa d'Arxius Comarcals   |                                                        |                                                        |                                                        |                                                        |  |  |  |  |  |  |  |  |  |  |  |  |  |  |
|  |  |  |  |                                    |                                    |                                    |                                    |                                                   |                                                   |                                                   |                                                   |                                                       |                                                   |                                                  |                                                  |                                                      |                                                      |                                                      |                                                      |                                                        |                                                        |                                                        |                                                        |                                                        |                                                        |  |  |  |  |  |  |  |  |  |  |  |  |  |  |
|  |  |  |  | Secció de Planificació i Inspecció | Secció de Planificació i Inspecció | Secció de Planificació i Inspecció | Secció de Planificació i Inspecció | Secció de Planificació i Inspecció                | Secció de Planificació i Inspecció                |                                                   |                                                   | Secció de Gestió Documental i Estandardització        | Secció de Gestió Documental i Estandardització    | Secció de Gestió Documental i Estandardització   | Secció de Gestió Documental i Estandardització   | Secció de Gestió Documental i Estandardització       | Secció de Gestió Documental i Estandardització       |                                                      |                                                      |                                                        |                                                        |                                                        |                                                        |                                                        |                                                        |  |  |  |  |  |  |  |  |  |  |  |  |  |  |